# Vrbyani (Mavrovo et Rostoucha)
Vrbyani (en macédonien Врбјани ; en albanais Vërbjani) est un village de l'ouest de la Macédoine du Nord, situé dans la municipalité de Mavrovo et Rostoucha. Le village comptait 625 habitants en 2002. Il est majoritairement albanais.

## Démographie
Lors du recensement de 2002, le village comptait :
- Albanais : 622
- Autres : 3